# FK Daugava (2003)
FK Daugava Rīga este un club de fotbal din Riga, Letonia. Echipa susține meciurile de acasă pe Stadionul Daugava cu o capacitate de 5.000 de locuri.

Logo-ul anterior

Clubul a fost fondat în anul 2003, în Jūrmala sub denumirea FK Jūrmala. În 2010 echipa a fost redenumită în FK Jūrmala-VV, iar în martie 2012 clubul s-a mutat în Riga, schimbându-și denumirea în FK Daugava Riga.

## Antrenori
| Nume               | Perioada             |
| ------------------ | -------------------- |
| Jurijs Popkovs     | 2003–06              |
| Vladimirs Babičevs | 2007                 |
| Oleg Stogov        | Jan 2007–July 07     |
| Gatis Ērglis       | July 2007–Dec 07     |
| Vladimirs Babičevs | Jan 23, 2008–Sept 11 |
| Jurijs Popkovs     | Sept 2011–12         |
| Virginijus Liubšys | Dec 27, 2012–        |

## Lotul actual
Actualizat în mai 2014.
| Nr. |          | Poziție | Jucător                  |
| --- | -------- | ------- | ------------------------ |
| 1   | Letonia  | P       | Artūrs Vaičulis          |
| 2   | Lituania | F       | Linas Klimavičius        |
| 7   | Lituania | M       | Mantas Savenas (captain) |
| 8   | Letonia  | F       | Deniss Kačanovs          |
| 9   | Lituania | M       | Tomas Tamošauskas        |
| 11  | Letonia  | M       | Sergejs Mišins           |
| 12  | Letonia  | P       | Jevgēņijs Sazonovs       |
| 13  | Letonia  | A       | Vitālijs Ziļs            |
| 17  | Letonia  | M       | Andrejs Perepļotkins     |
| 18  | Letonia  | F       | Pāvels Mihadjuks         |

| Nr. |          | Poziție | Jucător             |
| --- | -------- | ------- | ------------------- |
| 19  | Letonia  | M       | Gļebs Kļuškins      |
| 20  | Letonia  | M       | Vitālijs Rečickis   |
| 22  | Letonia  | M       | Edgars Kārkliņš     |
| 26  | Georgia  | M       | Giorgi Diakvishvili |
| 32  | Letonia  | P       | Romāns Maksimovs    |
| 33  | Lituania | F       | Valdemar Borovskij  |
| 37  | Ucraina  | A       | Vadym Gryppa        |
| 77  | Lituania | A       | Povilas Lukšys      |
| 92  | Letonia  | A       | Valērijs Čistjakovs |